# جاناتان فاریاس
جاناتان فاریاس (انگلیسی: Jonathan Farías؛ زادهٔ ۲۷ مارس ۱۹۹۸) بازیکن فوتبال اهل آرژانتین است.
از باشگاه‌هایی که در آن بازی کرده‌است می‌توان به باشگاه فوتبال سرکل بروژ اشاره کرد.